# Fabio Biliotti
Fabio Biliotti (Arezzo, 4 aprile 1957) è un pilota motociclistico italiano.
Anche suo figlio, Leonardo Biliotti, ha corso come pilota motociclistico professionista.

## Carriera
Biliotti esordisce nel motomondiale del 1980, iscrivendosi come wild card al GP delle Nazioni nella classe 500, ma non riesce ad ottenere un tempo utile per qualificarsi alla gara. L'esordio effettivo in una gara del motomondiale avviene invece nel 1981, quando si ritira al GP delle Nazioni e conclude 17º il GP di San Marino.
Nel 1982 vince il campionato Europeo Velocità della classe 500 con una Suzuki del team Italia, ottenendo 41 punti ed una vittoria nelle cinque gare stagionali. A seguito della conquista del titolo continentale, viene insignito dal CONI con la Medaglia d'argento al valore atletico.
Proprio a partire dal 1982 iniziano le sue partecipazioni continuative alla classe 500 del motomondiale, partecipazioni che si protraggono fino alla stagione 1988, anche se i risultati di Biliotti non sono di rilievo, il miglior piazzamento in gara è l'ottavo posto al GP delle Nazioni del 1986. Nello stesso lasso di tempo in cui partecipa al mondiale, Biliotti corre anche il campionato Italiano Velocità, che vince nel 1986 nella classe 500.
Nel 1989 si sposta nel campionato mondiale Superbike, ingaggiato dalla Bimota per correre con una YB4EI, anche se prende parte solo alle prime prove di campionato (racimolando 17 punti) in quanto torna a correre nel motomondiale con una Honda RS del team Katayama. Corre la sua ultima gara iridata nel 1990, quando si iscrive come wild card al GP di superbike di Monza con una Kawasaki ZXR750, chiudendo gara 1 al 12º posto e, grazie a tale piazzamento, si posiziona 61º nella graduatoria piloti.

## Risultati in gara

### Motomondiale
| 1980 | Classe | Moto   |    |  |  |    |  |  |  |  |    |  |  |  |  |  |  | Punti | Pos. |
| ---- | ------ | ------ | -- |  |  | -- |  |  |  |  | -- |  |  |  |  |  |  | ----- | ---- |
| 1980 | 500    | Suzuki | NQ |  |  | NE |  |  |  |  | NE |  |  |  |  |  |  | 0     |      |

| 1981 | Classe | Moto   |    |  |  |     |  |    |  |  |  |    |  |  |  |    |  | Punti | Pos. |
| ---- | ------ | ------ | -- |  |  | --- |  | -- |  |  |  | -- |  |  |  | -- |  | ----- | ---- |
| 1981 | 500    | Suzuki | NE |  |  | Rit |  | NE |  |  |  | 17 |  |  |  | NE |  | 0     |      |

| 1982 | Classe | Moto   |  |  |  |  |    |  |    |    |    |  |    |    |     |  |  | Punti | Pos. |
| ---- | ------ | ------ |  |  |  |  | -- |  | -- | -- | -- |  | -- | -- | --- |  |  | ----- | ---- |
| 1982 | 500    | Suzuki |  |  |  |  | 14 |  | 20 | 20 | 27 |  | NE | NE | Rit |  |  | 0     |      |

| 1983 | Classe | Moto   |    |  |  |    |    |    |    |    |    |    |  |    |  |  |  | Punti | Pos. |
| ---- | ------ | ------ | -- |  |  | -- | -- | -- | -- | -- | -- | -- |  | -- |  |  |  | ----- | ---- |
| 1983 | 500    | Suzuki | 14 |  |  | 22 | 16 | 19 | 18 | 17 | NP | NQ |  | 21 |  |  |  | 0     |      |

| 1984 | Classe | Moto  |  |    |   |    |    |    |     |     |    |    |     |    |  |  |  | Punti | Pos. |
| ---- | ------ | ----- |  | -- | - | -- | -- | -- | --- | --- | -- | -- | --- | -- |  |  |  | ----- | ---- |
| 1984 | 500    | Honda |  | NQ | 9 | 12 | 14 | 12 | Rit | Rit | 18 | 18 | Rit | 12 |  |  |  | 2     | 23º  |

| 1985 | Classe | Moto  |    |    |    |    |     |    |    |     |   |    |    |   |  |  |  | Punti | Pos. |
| ---- | ------ | ----- | -- | -- | -- | -- | --- | -- | -- | --- | - | -- | -- | - |  |  |  | ----- | ---- |
| 1985 | 500    | Honda | 16 | 10 | 25 | 12 | Rit | 12 | 12 | Rit | 9 | 19 | 22 | 9 |  |  |  | 5     | 16º  |

| 1986 | Classe | Moto  |   |   |    |    |     |  |     |    |     |     |     |    |  |  |  | Punti | Pos. |
| ---- | ------ | ----- | - | - | -- | -- | --- |  | --- | -- | --- | --- | --- | -- |  |  |  | ----- | ---- |
| 1986 | 500    | Honda | 9 | 8 | 14 | 11 | Rit |  | Rit | 13 | Rit | Rit | Rit | NE |  |  |  | 5     | 14º  |

| 1987 | Classe | Moto  |  |     |    |    |    |    |    |  |    |    |     |     |     |  |  | Punti | Pos. |
| ---- | ------ | ----- |  | --- | -- | -- | -- | -- | -- |  | -- | -- | --- | --- | --- |  |  | ----- | ---- |
| 1987 | 500    | Honda |  | Rit | 14 | 20 | 13 | 12 | NP |  | 15 | 12 | Rit | Rit | Rit |  |  | 0     |      |

| 1988 | Classe | Moto          |  |  |     |  |     |  |    |    |    |    |    |    |     |    |  | Punti | Pos. |
| ---- | ------ | ------------- |  |  | --- |  | --- |  | -- | -- | -- | -- | -- | -- | --- | -- |  | ----- | ---- |
| 1988 | 500    | Paton e Honda |  |  | Rit |  | Rit |  | 13 | 16 | 16 | 17 | 19 | 15 | Rit | 16 |  | 4     | 32º  |

| 1989 | Classe | Moto  |  |  |  |  |  |  |  |  |  |  |    |    |    |    |  | Punti | Pos. |
| ---- | ------ | ----- |  |  |  |  |  |  |  |  |  |  | -- | -- | -- | -- |  | ----- | ---- |
| 1989 | 500    | Honda |  |  |  |  |  |  |  |  |  |  | 15 | 14 | 13 | 19 |  | 6     | 33º  |

| Legenda | 1º posto        | 2º posto            | 3º posto            | A punti      | Senza punti        | Grassetto – Pole position Corsivo – Giro più veloce |
| Legenda | Gara non valida | Non qual./Non part. | Ritirato/Non class. | Squalificato | '-' Dato non disp. | Grassetto – Pole position Corsivo – Giro più veloce |

### Mondiale Superbike
| 1989 | Moto   |    |     |     |    |     |    |    |   |  |  |  |  |  |  |  |  |  |  |  |  |  |  |  |  |  |  | Punti | Pos. |
| ---- | ------ | -- | --- | --- | -- | --- | -- | -- | - |  |  |  |  |  |  |  |  |  |  |  |  |  |  |  |  |  |  | ----- | ---- |
| 1989 | Bimota | 29 | Rit | Rit | 26 | Rit | 12 | 11 | 8 |  |  |  |  |  |  |  |  |  |  |  |  |  |  |  |  |  |  | 17    | 33º  |

| 1990 | Moto     |  |  |  |  |  |  |  |  |  |  |  |  |  |  |  |  |  |  |    |    |  |  |  |  |  |  | Punti | Pos. |
| ---- | -------- |  |  |  |  |  |  |  |  |  |  |  |  |  |  |  |  |  |  | -- | -- |  |  |  |  |  |  | ----- | ---- |
| 1990 | Kawasaki |  |  |  |  |  |  |  |  |  |  |  |  |  |  |  |  |  |  | 12 | 19 |  |  |  |  |  |  | 4     | 61º  |

| Legenda | 1º posto        | 2º posto            | 3º posto           | A punti      | Senza punti        | Grassetto – Pole position Corsivo – Giro più veloce |
| Legenda | Gara non valida | Non qual./Non part. | Ritirato/Non class | Squalificato | '-' Dato non disp. | Grassetto – Pole position Corsivo – Giro più veloce |